# Янгол (Overwatch)
Янгол (англ. Mercy) — персонаж багатокористувацької гри 2016 року «Overwatch», розробленої компанією Blizzard Entertainment. У оповіданні Overwatch «Янгол» - це позивний швейцарського лікаря Ангели Циглер, яка надавала ключову медичну підтримку першій команді Overwatch. У грі вона є персонажем класу підтримки, який може лікувати та посилювати товаришів за командою, а також воскрешати їх, якщо ті померли. Цей персонаж є одним із найпопулярніших у грі, і Blizzard зазначає, що він був найпопулярнішим персонажем підтримки під час бета-тестування гри. Тим не менш, її здатність воскресіння піддавалася критиці на змагальних та професійних рівнях гри, і Blizzard серйозно переробили Янгола, щоб спробувати зробити її різностороннім ігровим героєм.

## Опис
Янгол, одягнена у спецкостюм «Валькірія», завжди поруч, коли друг потребує зцілення. За допомогою свого Кадуцею вона лікує, воскресає та зміцнює сили соратників.

## Ігровий процес
| Назва             | Опис | Докладніше |
| ----------------- | --- | --- |
| Кадецей-бластер   | Янгол стріляє з пістолета. Використовується для особистого захисту в екстрених ситуаціях.                                                                                 | 2LMBПошкодження: 20 Обойма: 20 Швидкострільність: 5 зарядів в сек. Перезаряджання: 1 сек. |
| Кадуцей           | Янгол активує один із двох променів, що пов'язують її з союзником. Використовуючи промені, вона може відновлювати здоров'я союзника або посилювати завдані їм ушкодження. | 1LMBRMBЛікування: 55 од./сек. (основний режим) Збільшення пошкодження союзника: на 30% (альтернативний режим) |
| Янгол-охоронець   | Янгол перелітає до обраного союзника, щоб допомогти йому. | ⇧ ShiftПерезаряджання: 2 сек Швидкість: 17 м/с Радіус: 30 метрів |
| Воскресіння       | Пожвавлює загиблого союзника. | EЧас застосування: 1,75 сек Лікування: 100% здоров'я воскресеному Дальність: 5 метрів Перезаряджання: 30 сек. Швидкість пересування (м/с): -75% |
| Валькірія         | Янгол розкриває всю міць костюма Валькірія, покращуючи зброю та здібності Янгола.                                                                                         | QШвидкість: 9 м/с (політ) 25 м/c (Янгол-охоронець) Швидкість снаряда: 100 м/c (Кадуцей-бластер) Лікування: 20 од./сек. (Янгол), 60 од./сек. (союзники) Дальність: 10 метрів (промені Кадуцею) +100% (Ангел-охоронець, Кадуцей) Боєприпаси: ∞ (Кадуцей-бластер) Час застосування: 0,5 сек. Тривалість: 15 с. |
| Янгольський спуск | Спецкостюм "Валькірія" дозволяє Янголу плавно опускатися вниз з великої висоти.                                                                                           | SpaceШвидкість: 2 м/с (планування) Тривалість: До скасування |
| Регенерація       | Автоматично заповнює здоров'я. | Самолікування: 20 од. здоров'я/сек. Ефект починає діяти через 1 секунду після отримання шкоди. |

## Розробка
Ангел — перший герой підтримки, що виник грі. 
Спочатку героїня розроблялася під ім'ям Анжеліка (Angelica), а ім'я Ангел (Mercy) належало Фаррі.